# Pico da Sé

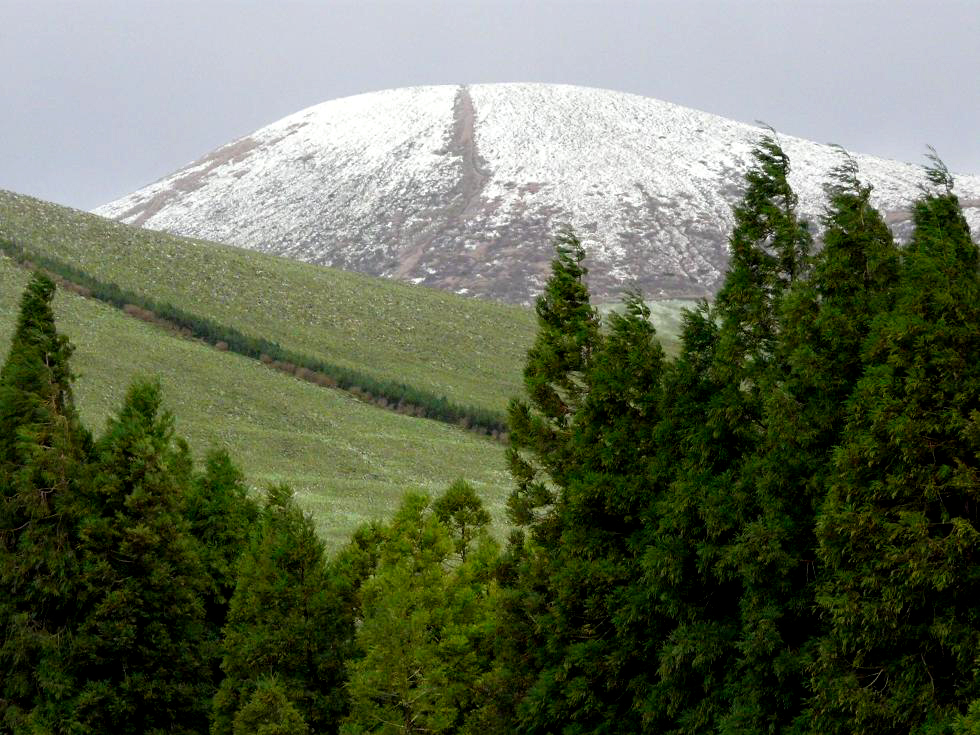
Pico da Sé, Inverno de 2008.

O Pico da Sé é uma elevação portuguesa localizada na freguesia dos Cedros, concelho de Santa Cruz das Flores, ilha das Flores, arquipélago dos Açores.
Este acidente geológico tem o seu ponto mais elevado a 721 metros de altitude acima do nível do mar. Nas imediações desta formação encontra-se a elevação denominada Testa da Igreja, a Ribeira da Fazenda e a Ribeira da Badanela.